# Christian Hermann Weisse
Christian Hermann Weisse (10 de agosto de 1801 - 19 de setembro de 1866), foi um filósofo protestante alemão. 
Ele nasceu em Leipzig e estudou na Universidade de Leipzig, aderindo primeiramente à escola hegeliana de filosofia. No decorrer do tempo as suas ideias mudaram, e tornou-se mais próximo ao idealismo de Schelling em seus últimos anos. Ele desenvolveu (juntamente com Immanuel Hermann von Fichte) um novo teísmo especulativo, e se tornou um adversário do idealismo panteísta de Hegel. Em seus escritos sobre o futuro da Igreja Protestante (Reden über die Zukunft der evangelischen Kirche, 1849), ele encontra a essência do Cristianismo nas concepções de Jesus do Pai celestial, do Filho do homem e do reino dos céus. Em sua obra filosófica sobre dogmática (Philosophische Dogmatik oder Philosophie des Christentums, 3 vols. 1855 - 1862), ele procura, pela idealização dos dogmas cristãos, reduzi-los a postulados naturais da razão ou consciência. 
Weisse foi o primeiro a propor a Teoria das duas fontes (1838) para resolver o problema sinótico, teoria que ainda é utilizada pela maioria dos estudiosos bíblico da atualidade. Em ambas as hipóteses da teoria, o Evangelho de Marcos foi o primeiro evangelho a ser escrito e foi uma das duas fontes para o Evangelho de Mateus e o Evangelho de Lucas, a outra fonte seria o documento Q, uma coleção perdida de ensinos de Jesus.

## Livros
Alguns de seus outros livros são:
- Die Idee der Gottheit (1833)
- Die philosophische Geheimlehre von der Unsterblichkeit des menschlichen Individuums (1834)
- Büchlein von der Auferstehung (1836)
- Die evangelische Geschichte, kritisch und philosophisch bearbeitet (2 vols., 1838)
- Die Evangelienfrage in ihrem gegenwärtigen Stadium (1856)
- Psychologie und Unsterblichkeitslehre (1869).